# Erumapalayam
Erumapalayam es una ciudad censal situada en el distrito de Salem en el estado de Tamil Nadu (India). Su población es de 10220 habitantes (2011). Se encuentra a 5 km de Salem y a 64 km de Erode.

## Demografía
Según el censo de 2011 la población de Erumapalayam era de 10220 habitantes, de los cuales 5312 eran hombres y 4908 eran mujeres. Erumapalayam tiene una tasa media de alfabetización del 76,87%, inferior a la media estatal del 80,09%: la alfabetización masculina es del 84,08%, y la alfabetización femenina del 69,12%.